# Nightwish (álbum)
Nightwish é o primeiro álbum demo da banda finlandesa de metal sinfônico Nightwish. Sua gravação ocorreu entre dezembro de 1996 e janeiro de 1997, porém nunca obteve um lançamento oficial, sendo apenas distribuído na época para algumas gravadoras como Century Media, Massacre e Spinefarm, embora não tenham recebido resposta de nenhuma delas.
Segundo o líder e tecladista Tuomas Holopainen, as três canções da demo foram escritas por ele após sua entrada no Exército da Finlândia em julho de 1996, sendo posteriormente desenvolvidas com o guitarrista Emppu Vuorinen. A vocalista Tarja Turunen adentrou o projeto em dezembro do mesmo ano após ter sido convidada por Holopainen, e então o trio iniciou as gravações no estúdio local Huvikeskus, que duraram até janeiro de 1997.
A proposta inicial do projeto era produzir música acústica experimental, no entanto após as gravações, Holopainen percebeu que a voz lírica e dramática de Turunen era densa demais para esse tipo de sonoridade, decidindo substituir o violão por uma guitarra elétrica e tornando o Nightwish um grupo de metal sinfônico com vocais operísticos.
Segundo a biografia oficial Once Upon a Nightwish (2006), não foi produzida nenhuma arte para este material, sendo qualquer capa ou encarte associado a ele na Internet apenas uma criação de fãs. As três faixas foram disponibilizadas mais tarde em edições especiais do álbum de estreia Angels Fall First, e a canção que leva o nome da banda e da demo, "Nightwish", também foi lançada em uma versão remasterizada na compilação Decades (2018). A voz que abre a faixa "Etiäinen" é do próprio Holopainen.
Uma cópia da demo também foi enviada para a famosa revista finlandesa de metal Soundi, que obteve uma resenha do jornalista Jukka Junttila em abril de 1997, descrevendo o trabalho como: "péssima banda, péssimo equipamento, sem potencial comercial", frase que se popularizou entre os fãs da banda anos depois após a ascensão popular do grupo.

## Faixas
Todas as letras escritas por Tuomas Holopainen, todas as músicas compostas por Nightwish.
| N.º            | Título                | Duração |  |
| 1.             | "The Forever Moments" | 5:41    |  |
| 2.             | "Nightwish"           | 5:54    |  |
| 3.             | "Etiäinen"            | 3:00    |  |
| Duração total: | Duração total:        | 14:35   |  |

## Créditos
Os créditos foram adaptados do livro biográfico Once Upon a Nightwish.
Banda
- Tuomas Holopainen – teclado, vocais, produção
- Emppu Vuorinen – violão
- Tarja Turunen – vocais

Músicos convidados
- Anni Summala – flauta
- Anna-Mari Pekkinen – flauta

Equipe técnica
- Tero Kinnunen – gravação, engenharia, mixagem, arranjos